# زوان مظلي
الزوان المظلي (الاسم العلمي: Lolium parabolicae) نوع نباتي يتبع جنس الزوان من الفصيلة النجيلية.

## الموئل والانتشار
موطنه الأصلي غرب حوض البحر الأبيض المتوسط ، حيث يتواجد في المغرب العربي وإسبانيا والبرتغال.